# Любовньянский Град
Любовньянский Град (словац. Ľubovniansky hrad) — частично сохранившийся замок на северной окраине Старой Любовни в Словакии. В настоящее время в нём находится Любовньянский музей.

## История
Замок возник, скорее всего, в конце XIII века как пограничная сторожевая крепость на торговом пути в Польшу. По некоторым источникам, его построил в 1280 году польский князь Болеслав, зять Белы IV. Впервые замок упоминается в 1311 году. В 1412—1772 годах он был наряду с прочими спишскими городами дан Польше в качестве залога за королевский долг, де-юре оставаясь венгерским, де-факто польским. В 1553 году замок был повреждён большим пожаром, в 1555 году начал перестраиваться. В XVII веке был расширен и снова перестроен.